# بيارات حنون
بيارات حنون، قرية فلسطينية مهجرة، نهضت على مرتفع من الأرض يعلو قليلًا عما يجاوره من أرض مستوية، وثمة إلى الجنوب منها بركة اصطناعية. كما كان من أهم معالمها منزل كبير. تربط القرية طرق فرعية بالقرى والبلدات المجاورة، إحدى هذه الطرق تخترق القرية وتقسمها إلى شطرين: شرقي وغربي، ويشير القسم الأول من اسم القرية (بيارة أي بستان) إلى أنّ القرية ربما كانت شيّدت أثناء فترة ازدهار زراعة الحمضيات التي بدأت منذ الثمانينات من القرن الماضي في المناطق الساحلية من فلسطين. بالإضافة لذلك، صُنفت مزرعة في معجم فلسطين الجغرافي المفهرس.

## احتلال القرية وتطهيرها عرقيًّا
في أغلب الظنّ بيارات حنّون تأثرت كغيرها من قرى قضاء طولكرم بحوادث الحرب في مراحلها الأولى، وعلى الرغم من أنّ تاريخ احتلال القرية غير معروف بالضبط، فإنّ هذا القسم من الساحل كان منطقة استيطان يهودي كثيف وكان هدفًا للتطهير. في أخر آذار\ مارس 1948، شنّت «الهاغاناه» و«الارغون» غارات على قرى عدة في المنطقة وطردت سكانها وأرهبت سكان قرى أخرى وأجبرتهم على الفرار. واستنادًا إلى المؤرخ الإسرائيلي بني موريس فإنّ سكان قرية أم خالد المجاورة هجروا في آذار\ مارس وأوائل أيار \مايو.

## القرية اليوم
لا يزال منزل كبير ذو طبقتين قائما في الموقع ومهجور، وإن كان بعض أجزائه مُدمّر. تتألف كل طبقة من ثلاث حجرات كبيرة وثمة بركة اصطناعية قرب الجانب الغربي من المنزل، ويمتد حائط منطلقًا من المنزل في اتجاه الشرق والغرب وتستعمل حجرات الطبقة السفلية مستودعات للمعدات الزراعية، كما تحف بساتين الافوكادو بالمنزل من الشمال والغرب وبساتين الحمضيات من الجنوب وثمة في الطرف الشرقي للموقع مجموعة من المنازل الخربة.

## المستعمرات الإسرائيلية على أراضي القرية
دُمجت أراضي بيارات حنون في أراضي قرية غابة كفر صور، ويقع الشطر الجنوبي من مدينة نتانيا على بعد نصف كيلومتر من موقع بيارات حنّون.